# Santuário Nossa Senhora Imaculada Rainha do Sertão

Painéis da fachada!.

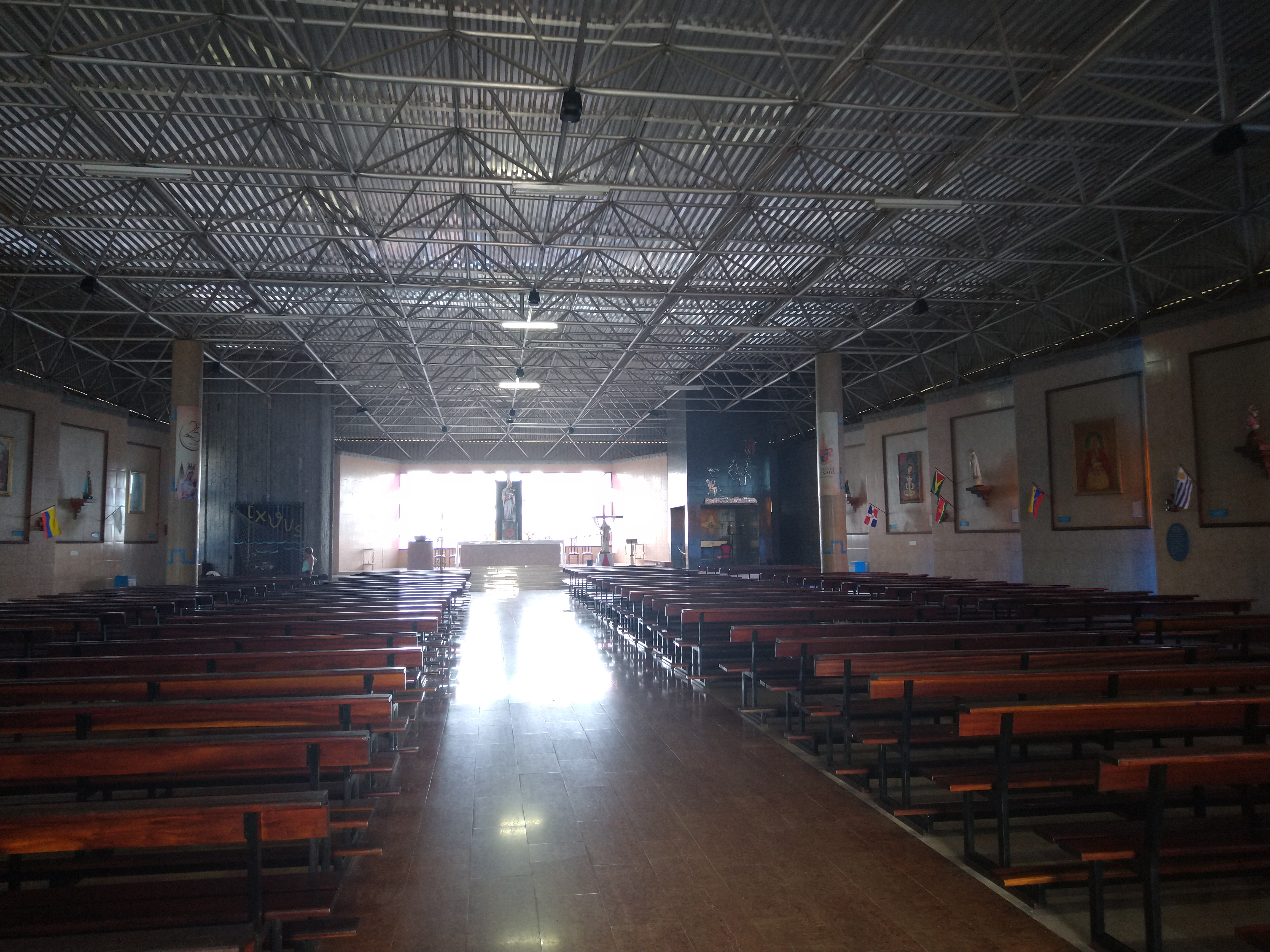

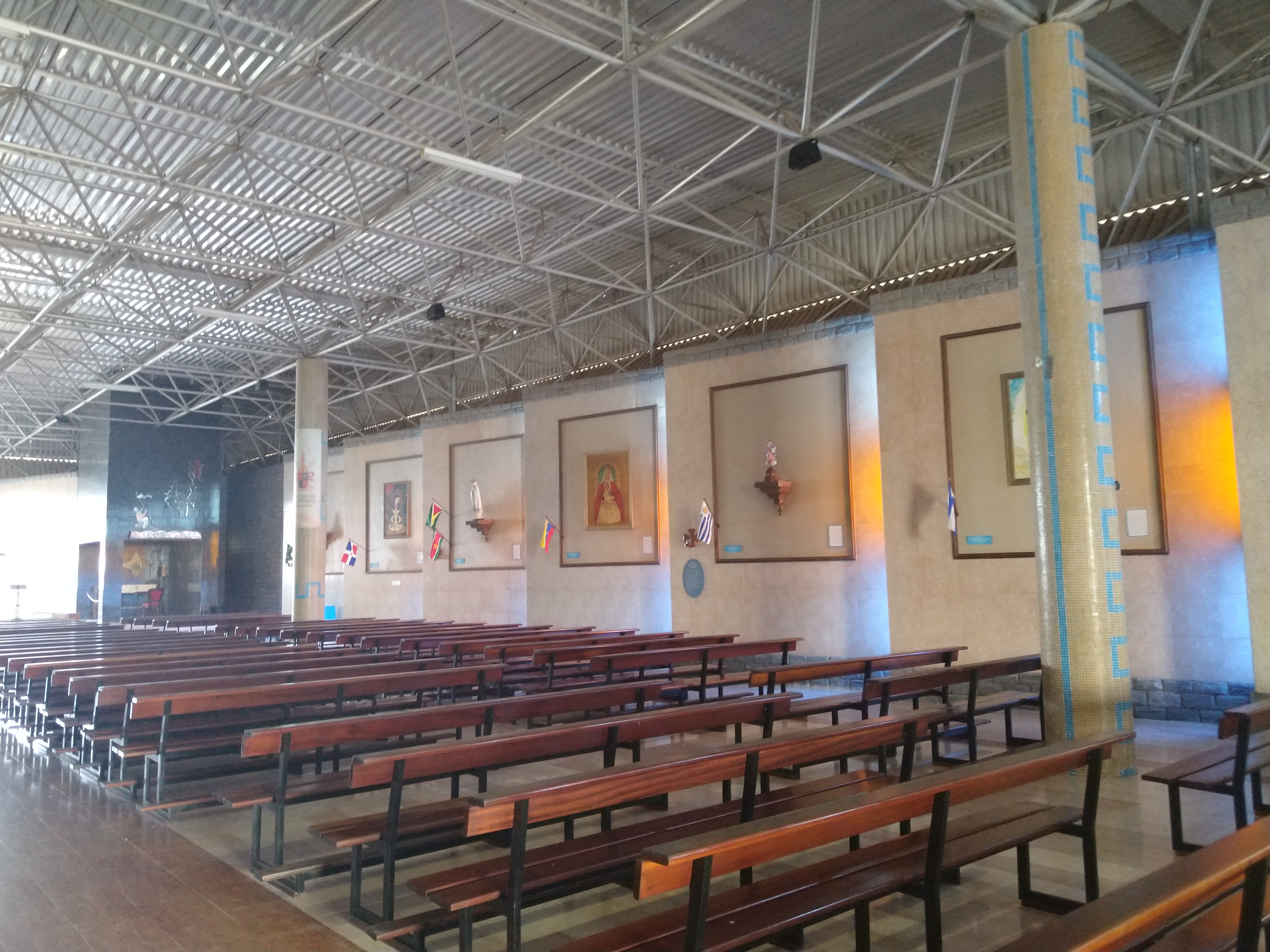

O Santuário de Nossa Senhora Imaculada Rainha do Sertão é um templo católico situado a 12 km do centro da cidade de Quixadá, no estado do Ceará. Fica a cerca de 550 m de altitude, no Morro do Urucu.

## História

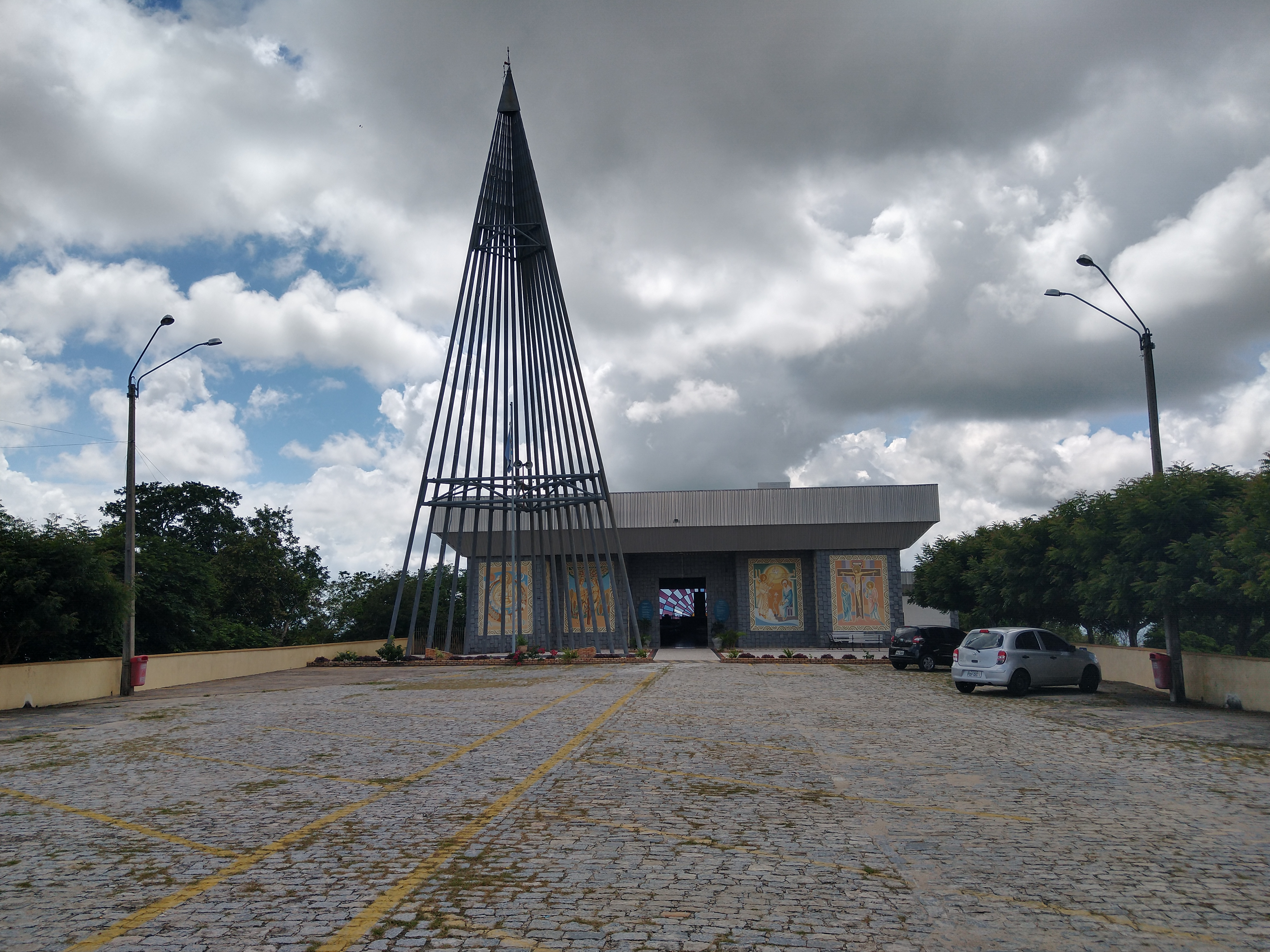

Foi idealizado e construído pelo então bispo de Quixadá Dom Adélio Tomasin. Suas obras foram iniciadas em 1988 com a construção da estrada de acesso ao platô onde seria construída a igreja. Em 1993 foi colocada a pedra fundamental e em 11 de fevereiro em 1995 ocorreu a inauguração.
| “ | (...) Nunca pensei em construir, sequer, uma igreja grande, muito menos um santuáriuo. Mesmo após o contato com a realidade, o santuário não estava [inicialmente] na lista dos meus projetos pastorais (...) | ” |

Em 28 de abril de 2005, o Papa Bento XVI concede a coroação canônica da estátua mariana, decretada através da Congregação para o Culto Divino e a Disciplina dos Sacramentos.

## Infra-estrutura
Em seu interior existem painéis com a imagens da Virgem Maria com o nome no qual é venerada em vinte e sete países latino-americanos.
Com um clima agradável, dispõe de gruta,  restaurante (de onde se tem uma vista dos monólitos, lagoas e vegetação local), hotel, auditório e livraria. Próximo ao Santuário existem ainda trilhas para trekking e rampas para voo livre de parapente e asa-delta.
Na subida da serra, pode-se acompanhar estações religiosas, com estátuas de 1,80 m de altura, retratando a Paixão e Ressurreição de Cristo.
O santuário tornou-se ponto de romaria de fiéis cearenses e de outros estados. Todos os fins de semana, devotos e visitantes visitam o local que também tem uma capela para orações, área própria para retiros religiosos e restaurante. Os meses de maior visitação, além do mês de fevereiro dedicado às festividades da Virgem Maria, há um grande número de visitantes nos meses de maio, julho e dezembro.